# (4535) Adamcarolla
(4535) Adamcarolla (1986 QV2) – planetoida z pasa głównego asteroid okrążająca Słońce w ciągu 4,67 lat w średniej odległości 2,79 j.a. Odkryta 28 sierpnia 1986 roku.